# Léandre Cotte
Pas d'image ? Cliquez ici

a Compétitions nationales et continentales officielles uniquement.

Dernière mise à jour le 14 avril 2024.
Léandre Cotte, né le 3 septembre 1989, est un joueur français de rugby à XV qui évolue au poste de deuxième ligne au CS Bourgoin-Jallieu.

## Biographie
Formé à Annecy-le-Vieux, Léandre Cotte rejoint les équipes de jeunes du CS Bourgoin-Jallieu en 2007.
Léandre Cotte fait ses débuts avec l'équipe première du CS Bourgoin-Jallieu lors de la saison 2011-2012. Avec le club berjallien, il parvient notamment à remonter en Pro D2 en 2013, aux côtés de son petit frère Théophile. Léandre Cotte devient le capitaine du club en fin d'année 2016.
En 2017, il quitte le CSBJ après la nouvelle descente du club en Fédérale 1 pour rejoindre le Valence Romans Drôme Rugby. En 2019, il connaît à nouveau la montée en Pro D2.
Léandre Cotte fait son retour au CS Bourgoin-Jallieu en 2020. En 2022, il prolonge son contrat jusqu'en 2024.
En parallèle de sa carrière de rugbyman, Léandre Cotte exerce le métier de chaudronnier, après avoir été paysagiste.